# Бучинаско
Бучинаско (итал. Buccinasco) је насеље у Италији у округу Милано, региону Ломбардија.
Према процени из 2011. у насељу је живело 79 становника. Насеље се налази на надморској висини од 111 м.

## Становништво
| 1931. | 1936. | 1951. | 1961. | 1971. | 1981.  | 1991.  | 2001.  | 2011.  |
| ----- | ----- | ----- | ----- | ----- | ------ | ------ | ------ | ------ |
| 1.514 | 1.691 | 1.818 | 3.590 | 8.090 | 13.628 | 20.085 | 24.877 | 26.503 |